# 19e division SS (lettone no 2)
La 19e division SS (lettone no 2)  (dernière appellation allemande connue : la 19. Waffen-Grenadier-Division der SS (lettische Nr. 2) ; soit en traduction littérale : « 19e division d'infanterie de la SS (lettone no 2) »)  — en letton : 19. ieroču SS grenadieru divīzija (latviešu Nr. 2) — est l'une des 38 divisions de la Waffen-SS durant la Seconde Guerre mondiale.
Elle a été essentiellement composée de volontaires lettons (en plus d'Allemands et de Germano-Baltes) et a constitué la Légion lettone, avec sa sœur la « 15e division SS (lettone no 1) ».
À la fin de la guerre, elle s'est retrouvée enfermée dans la poche de Courlande où elle s'est rendue à l'armée soviétique.

## Histoire

### 2. SS-Infanterie-Brigade
La 2. SS-Infanterie-Brigade (2e brigade d’Infanterie SS) a rassemblé, à partir de 1942, diverses groupes de volontaires de la Waffen-SS, déployées dans les groupe d'armées Nord et groupe d'armées Ouest. En 1942, trois bataillons du service d’ordre letton existants ont également été intégrés. En 1943, la brigade a été renforcée par d’autres unités lettones et renommée « brigade de volontaires lettons ».
Les faits d'armes de la brigade se sont déroulés dans le cadre de la 18e armée au sud de Leningrad, à la bataille de Liouban, près d’Oranienbaum et au cours de la retraite en direction de Pskov et Ostrov.

### Formation de la division
À partir de janvier 1944, la brigade est transformée en « 19. Waffen-Grenadier-Division der SS (lettische Nr. 2) », ce qui se traduit en français par « 19e division d'infanterie de la SS (lettone no 2) ». La division est composée de trois régiments d'infanterie, d'un régiment d’artillerie et de trois unités divisionnaires (du type génie, etc.). Les officiers, les troupes ainsi que les commandants de régiment sont majoritairement lettons.

### Opérations
De mars à juillet 1944, la division combat défensivement au sud de Pskow, temporairement au côté de sa division sœur, la 15e division SS (lettone no 1). Les deux divisions subissent des pertes tellement importantes que les restes de la 15e division sont transférés dans la 19e pour la reformer.
Jusqu’en octobre 1944, d’autres combats de repli dans l’Est de la Lettonie suivent jusqu’à ce que la division soit confinée dans la poche de Courlande. Cinq affrontements majeurs se succèdent à l'intérieur de la poche. Après la capitulation de mai 1945, la plupart des soldats de la division sont capturés par les Soviétiques, tandis que d’autres rejoignent les Frères de la forêt pour continuer la résistance anti-soviétique.

### Après le conflit
Les soldats lettons, étant considérés comme des citoyens soviétiques, n'obtiennent pas le statut de prisonniers de guerre. Dans des camps de filtration (de), ils sont interrogés et condamnés à des peines de mort ou d’emprisonnement. Ceux qui retournent dans leur pays sont empêchés de poursuivre une carrière professionnelle.

## Commandants successifs
- 5 septembre 1943 - 15 mars 1944 : SS-Brigadeführer Hinrich Schuldt (mort en opérations)
- 15 mars - 13 avril 1944 : SS-Standartenführer Friedrich-Wilhelm Bock
- 26 mai 1944 - mai 1945 : SS-Oberführer, puis SS-Gruppenführer und Generalleutnant der Waffen-SS Bruno Streckenbach

## Structure de la division
- Waffen-Grenadier-Regiment der SS 42 „Voldermars Veiss“
- Waffen-Grenadier-Regiment der SS 43 „Hinrich Schuldt“
- Waffen-Grenadier-Regiment der SS 44
- Waffen-Artillerie-Regiment der SS 19
- Waffen-Grenadier-Regiment der SS 46 (lettische Nr. 6) ? = Regiment 44 ?

## Informations générales sur la division
L'emblème de la division est constitué d'un « L » (première lettre de la Lettonie) juxtaposé à un II (nombre « deux » en chiffres romains), car c'est la deuxième division SS lettone.
L'effectif maximum de la division a été de 10 592 hommes.
La 19e division est considérée par le Reich comme la division de volontaires étrangers la plus « efficace », avec onze chevaliers de la croix de fer dont neuf d’origine lettone. On compte parmi ses rangs le sinistre Viktors Arājs, dont le Sonderkommando a travaillé étroitement avec l'Einsatzgruppe A et demeure responsable de la mort d'entre 50 000 et 100 000 personnes, principalement des Juifs dans le cadre de la Shoah par balles en 1941 et 1942.